# Cinemática del cuboctaedro
El esqueleto de un cuboctaedro, considerando sus aristas como barras rígidas conectadas por uniones flexibles en sus vértices pero omitiendo sus caras, carece de rigidez estructural y en consecuencia sus vértices se pueden reposicionar plegando (cambiando el ángulo diédrico) en las aristas y diagonales de las caras. La cinemática del cuboctaedro es digna de mención porque sus vértices se pueden recolocar en las posiciones de los vértices del icosaedro regular, el icosaedro de Jessen y el octaedro regular, de acuerdo con la simetría piritoédrica del icosaedro.
| Cuboctaedros cinemáticos | Cuboctaedros cinemáticos | Cuboctaedros cinemáticos | Cuboctaedros cinemáticos | Cuboctaedros cinemáticos |
| ------------------------ | ------------------------ | ------------------------ | ------------------------ | ------------------------ |
|                          |                          |                          |                          |                          |
|                          | Cuboctaedro              | Icosaedro regular        | Icosaedro de Jessen      | Octaedro                 |
| Espejos de Coxeter       |                          |                          |                          |                          |
| Diedros de espejos       | 𝝅4 𝝅3 𝝅2                 | 𝝅3 𝝅5 𝝅2                 | 𝝅2 𝝅2 𝝅2                 | 𝝅3 𝝅4 𝝅2                 |

## Cuboctaedros rígidos y cinemáticos

Progresión entre un octaedro, un icosaedro y un cuboctaedro. El cuboctaedro puede flexionarse de esta manera incluso si sus aristas (pero no sus caras) son rígidas

Cuando se interpreta como un bastidor de caras planas rígidas, conectadas en las aristas mediante bisagras, el cuboctaedro es una estructura rígida, como lo son todos los poliedros convexos, según el teorema de Cauchy. Sin embargo, cuando se eliminan las caras, dejando solo barras rígidas conectadas por uniones flexibles en los vértices, el resultado no es una estructura rígida (a diferencia de los poliedros cuyas caras son todas triángulos, a los que se aplica el teorema de Cauchy a pesar de las caras faltantes).
Al agregar un vértice central, conectado por aristas rígidas a todos los demás vértices, se subdivide el cuboctaedro en pirámides de base cuadrada y tetraedros, que se encuentran en el vértice central. A diferencia del propio cuboctaedro, el sistema resultante de aristas y uniones es rígido y forma parte de la estructura de una malla espacial infinita.

## Transformaciones cíclicas del cuboctaedro
El cuboctaedro se puede transformar cíclicamente a través de cuatro poliedros, repitiendo el ciclo sin cesar. Topológicamente, la transformación se corresponde con una banda de Möbius: es un doble recubrimiento orientable del octaedro.
En sus relaciones espaciales, el cuboctaedro, el icosaedro, el icosaedro de Jessen y el octaedro se anidan como matrioshkas y están relacionados por una contracción helicoidal.  La contracción  comienza con las caras cuadradas del cuboctaedro doblándose hacia adentro según sus diagonales para formar pares de triángulos.  Los 12 vértices del cuboctaedro giran en espiral hacia adentro (hacia el centro) y se acercan hasta llegar a los puntos donde forman un icosaedro regular; se acercan ligeramente hasta formar un icosaedro de Jessen; y continúan girando en espiral uno hacia el otro hasta coincidir en pares como los 6 vértices del octaedro.
La transformación general del cuboctaedro se puede parametrizar en un continuo de transformaciones de casos especiales con dos casos límite: uno en el que las aristas del cuboctaedro son rígidas y otro en el que son elásticas.

## Transformación de aristas rígidas

Transformación continua entre el cuboctaedro y el octaedro haciendo una pausa en la posición del vértice del icosaedro regular. La posición del vértice del icosaedro de Jessen se encuentra entre el icosaedro regular y el octaedro (pero la animación no se detiene allí). Esta es una animación de la transformación del cuboctaedro de aristas rígidas, "no" de la transformación de aristas elásticas: no ilustra en absoluto las aristas largas del icosaedro de Jessen, y las aristas cortas no se alargan (como deberían hacerlo en un 15% en las posiciones límite del cuboctaedro y del octaedro de la transformación de aristas elásticas); en cambio, las aristas largas (invisibles) se acortan en un 15% en las posiciones límite (en la transformación de aristas elásticas son rígidos). El paso por el punto del icosaedro de Jessen (importante en la transformación de aristas elásticas porque las aristas cortas alcanzan su tamaño mínimo y comienzan a alargarse nuevamente) no es visible en absoluto. La contracción helicoidal del cuboctaedro en poliedros de radios sucesivamente más pequeños es visible tal como ocurre en la transformación del cuboctaedro de aristas rígidas (y en la transformación de aristas elásticas sería bastante similar)

La transformación del cuboctaedro de aristas rígidas transforma simétricamente el cuboctaedro en un icosaedro regular, un icosaedro de Jessen y un octaedro regular, en el sentido de que los vértices del poliedro adoptan sucesivamente las posiciones de los vértices de esos poliedros.
El cuboctaedro en realidad no "se convierte" en esos otros poliedros, y no pueden transformarse entre sí (si tienen aristas rígidas), porque a diferencia del cuboctaedro, "sí" tienen rigidez estructural como consecuencia de tener solo caras triangulares.
En lo que el cuboctaedro con aristas rígidos realmente puede transformarse (y a través de) es en un icosaedro regular al que le faltan 6 aristas (un pseudoicosaedro), un icosaedro de Jessen al que le faltan las 6 aristas reflejadas o son elásticas,  y un doble recubrimiento del octaedro que tiene dos aristas rígidas coincidentes que conectan cada par de vértices (formado haciendo coincidir pares de vértices del cuboctaedro).
| Cuboctaedros cinemáticos de aristas rígidas | Cuboctaedros cinemáticos de aristas rígidas | Cuboctaedros cinemáticos de aristas rígidas                                                | Cuboctaedros cinemáticos de aristas rígidas | Cuboctaedros cinemáticos de aristas rígidas |
| ------------------------------------------- | ------------------------------------------- | ------------------------------------------------------------------------------------------ | ------------------------------------------- | ------------------------------------------- |
|                                             |                                             |                                                                                            |                                             |                                             |
|                                             | Cuboctaedro                                 | Icosaedro regular                                                                          | Icosaedro de Jessen                         | Octaedro                                    |
| Arista                                      | {\displaystyle {\sqrt {6}}}                 | {\displaystyle {\sqrt {6}}}                                                                | {\displaystyle {\sqrt {6}}}                 | {\displaystyle {\sqrt {6}}}                 |
| Cuerda                                      | {\displaystyle 2{\sqrt {3}}\approx 3.464}   | {\displaystyle \left({\tfrac {1+{\sqrt {5}}}{2}}\right){\sqrt {6}}\approx 3.963}           | {\displaystyle 4}                           | {\displaystyle 2{\sqrt {3}}\approx 3.464}   |
| Radio de la cuerda                          | {\displaystyle {\sqrt {3}}\approx 1.732}    | {\displaystyle {\tfrac {\sqrt {6}}{2}}\approx 1.225}                                       | {\displaystyle 1}                           | {\displaystyle 0}                           |
| Radio largo                                 | {\displaystyle {\sqrt {6}}\approx 2.449}    | {\displaystyle \left({\tfrac {\sqrt {10+2{\sqrt {5}}}}{4}}\right){\sqrt {6}}\approx 2.330} | {\displaystyle {\sqrt {5}}\approx 2.236}    | {\displaystyle {\sqrt {3}}\approx 1.732}    |

## Transformación de aristas elásticas
Existe un poliedro tensible que encarna y aplica la estrechamente relacionada transformación cuboctaedro de aristas elásticas. El icosaedro tensible posee una rigidez estructural dinámica denominada movilidad infinitesimal, de manera que sólo puede deformarse en poliedros simétricos en ese espectro de cuboctaedro a octaedro. Se llama icosaedro tensible porque su forma estable mediana es el icosaedro de Jessen.

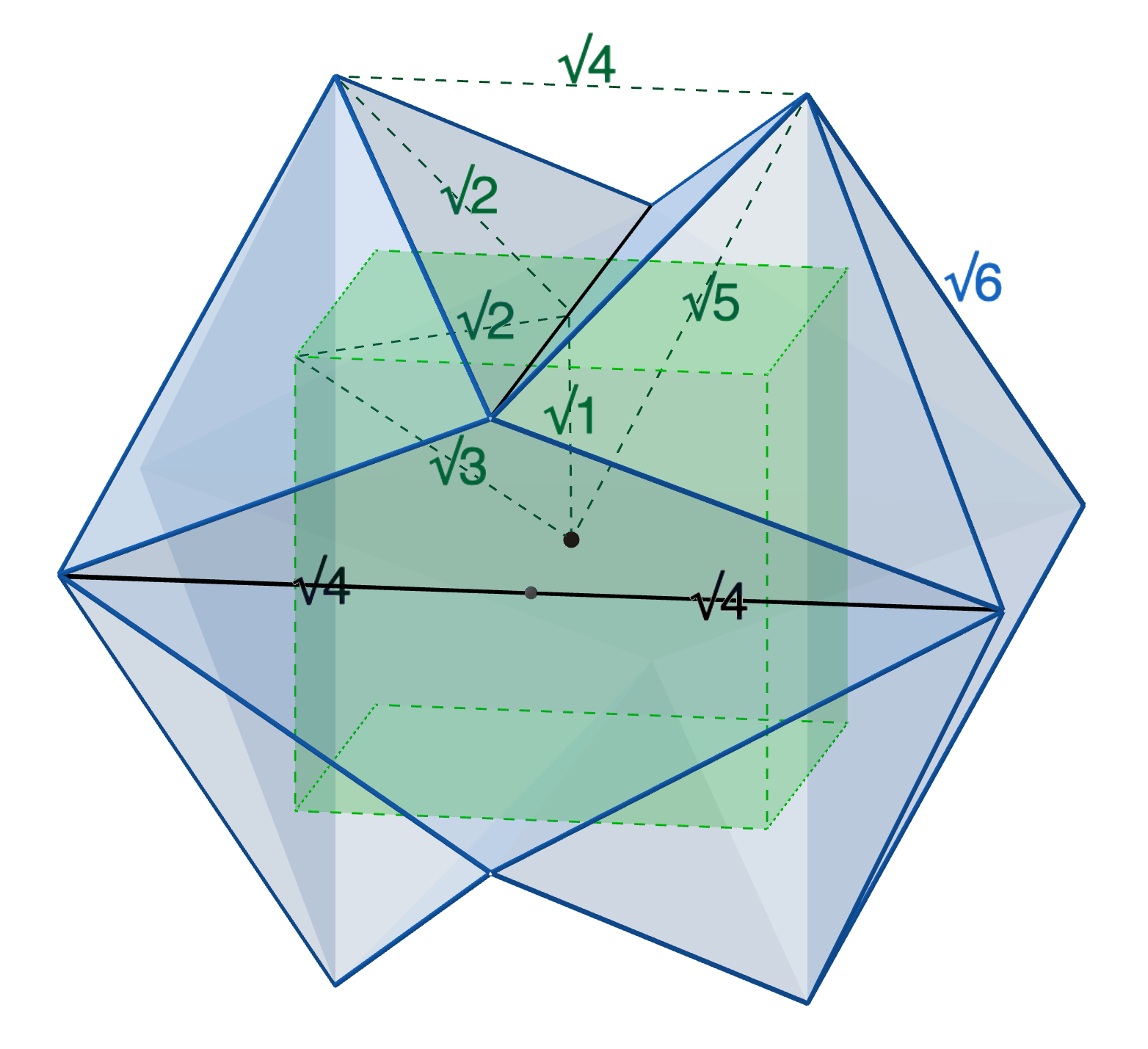
Icosaedro de Jessen. Todos los ángulos diédricos miden 90°. Los vértices del cubo inscrito son los centros de las caras del triángulo equilátero. El poliedro es una construcción con las longitudes y los ángulos 𝝅/2 𝝅/3 𝝅/4

Aunque la transformación se describe anteriormente como una contracción del cuboctaedro, el punto de equilibrio estable de la tensegridad es el icosaedro de Jessen; el icosaedro de la tensegridad se resiste a ser deformado de esta forma y solo puede ser forzado a expandirse o contraerse en la medida en que sus aristas son elásticas (capaces de alargarse bajo tensión). Forzar al poliedro a salir de su forma de reposo estable (en cualquier dirección) implica estirar sus 24 aristas cortos ligeramente y por igual.  La fuerza aplicada a cualquier par de aristas largas paralelas, para acercarlas o alejarlas, se transfiere automáticamente para estirar "todas" las aristas cortas de manera uniforme,  encoge el poliedro desde su icosaedro de Jessen de tamaño mediano hacia el octaedro más pequeño, o expandiéndolo hacia el icosaedro regular más grande y el cuboctaedro aún más grande, respectivamente. Al liberar la fuerza, el poliedro vuelve a su forma de reposo, que corresponde al icosaedro de Jessen.
En la transformación de aristas elásticas, las aristas del cuboctaedro no son rígidas (aunque las 6 aristas largas del icosaedro de Jessen sí lo son). En lo que realmente se transforma el cuboctaedro es en un icosaedro regular de radio más corto y longitud de arista más corta, un icosaedro de Jessen de radio aún más corto y longitud de arista también más corta (mínima), y finalmente, en un octaedro de radio aún más corto pero la misma longitud de arista (máxima) que el cuboctaedro (pero solo después de que las aristas se hayan acortado y alargado nuevamente, y se hayan unido en pares coincidentes).
| Cuboctaedros cinemáticos de aristas elásticas | Cuboctaedros cinemáticos de aristas elásticas | Cuboctaedros cinemáticos de aristas elásticas                                     | Cuboctaedros cinemáticos de aristas elásticas | Cuboctaedros cinemáticos de aristas elásticas |
| --------------------------------------------- | --------------------------------------------- | --------------------------------------------------------------------------------- | --------------------------------------------- | --------------------------------------------- |
|                                               |                                               |                                                                                   |                                               |                                               |
|                                               | Cuboctaedro                                   | Icosaedro regular                                                                 | Icosaedro de Jessen                           | Octaedro                                      |
| Arista                                        | {\displaystyle 2{\sqrt {2}}\approx 2.828}     | {\displaystyle {\tfrac {8}{1+{\sqrt {5}}}}\approx 2.472}                          | {\displaystyle {\sqrt {6}}\approx 2.449}      | {\displaystyle 2{\sqrt {2}}\approx 2.828}     |
| Cuerda                                        | {\displaystyle 4}                             | {\displaystyle 4}                                                                 | {\displaystyle 4}                             | {\displaystyle 4}                             |
| Radio de la cuerda                            | {\displaystyle 2}                             | {\displaystyle {\tfrac {4}{1+{\sqrt {5}}}}\approx 1.236}                          | {\displaystyle 1}                             | {\displaystyle 0}                             |
| Radio largo                                   | {\displaystyle 2{\sqrt {2}}\approx 2.828}     | {\displaystyle {\tfrac {2{\sqrt {10+2{\sqrt {5}}}}}{1+{\sqrt {5}}}}\approx 2.351} | {\displaystyle {\sqrt {5}}\approx 2.236}      | {\displaystyle 2}                             |

## Dualidad de las transformaciones de aristas rígidas y de aristas elásticas
Las transformaciones del cuboctaedro de aristas rígidas y de aristas elásticas difieren solo en tener parámetros recíprocos: en la transformación de aristas elásticas las aristas cortas del icosaedro de Jessen se estiran y sus aristas largas son rígidas, y en la transformación de aristas rígidas sus aristas largas se comprimen y sus aristas cortas son rígidas. Todo lo que aparece en las descripciones anteriores, excepto las métricas, se aplica a "todas" las transformaciones del cuboctaedro. En particular, los vértices siempre se mueven en hélices hacia el centro a medida que el cuboctaedro se transforma en octaedro, y el icosaedro de Jessen (con ángulos diédricos de 90°) es siempre el punto medio, estable en la medida en que hay resistencia al estiramiento o a la compresión.
La transformación del cuboctaedro de aristas elásticas generalmente se da como la matemática de icosaedro de tensegridad porque es la que más se acerca a modelar cómo se comportan la mayoría de las estructuras de icosaedros de tensegridad reales. Sin embargo, también es cierto que se podría construir un icosaedro de tensegridad en el que las aristas cortas (cables) fueran perfectamente inelásticas y las aristas largas (barras) fueran resortes comprimibles. Tal tensegridad realizaría la transformación del cuboctaedro de aristas rígidas.
Finalmente, ambas transformaciones son abstracciones puras, los dos casos límite de una familia infinita de transformaciones del cuboctaedro en las que hay dos parámetros de elasticidad y no se requiere que uno de ellos sea 0. Ninguno de los casos límite se aplica perfectamente a la mayoría de las estructuras de tensegridad reales, que suelen tener cierta elasticidad tanto en los cables como en las barras, dando a su comportamiento real unas métricas que no son triviales de calcular. En la práctica de la ingeniería, solo se requiere una pequeña cantidad de elasticidad para permitir un grado significativo de movimiento, por lo que la mayoría de las estructuras de tensegridad se construyen para ser como "parches de tambor" utilizando barras y cables casi inelásticos. Una transformación de icosaedro de tensegridad es una transformación del cuboctaedro cinemático con pequeños parámetros de elasticidad recíprocos.

## Transformacionesespasmódicas
Las transformaciones que implican retorcer las figuras de forma expansiva-contractiva entre estos poliedros fueron denominadas transformaciones espasmódicas ("jitterbug transformations" en inglés) por Richard Buckminster Fuller, quien no dio ninguna descripción matemática del fenómeno al igual que muchos otros grandes geómetras con anterioridad (como por ejemplo, Alicia Boole Stott). Pero fue el primero en resaltar la importancia de la simetría radial equilátera del cuboctaedro, figura que aplicó estructuralmente (y patentó) como malla espacial, intuyendo que juega un papel fundamental no solo en los procesos de fallo estructural, sino también en las relaciones dimensionales entre politopos. Descubrió la transformación cinemática del cuboctaedro, comprendió su relación con el icosaedro de tensegridad e incluso hizo demostraciones de la transformación del cuboctaedro de aristas rígidas ante el público (en los días anteriores a las animaciones renderizadas por computadora). Su demostración con comentarios sobre el "equilibrio vectorial", , como llamó al cuboctaedro, es aún mucho más esclarecedora que las animaciones de este artículo.